# 配達地域指定郵便物
配達地域指定郵便物（はいたつちいきしていゆうびんぶつ、タウンメール）は、宛先を指定せず、ある特定の地域全体の各戸を対象に郵便物を配達する、日本の郵便サービスの一つ。
同様の荷物を配達するサービスは「タウンプラス」の名称で提供されている。

## 概要
郵便配達を利用したポスティングサービスとも言える。
差出は、直接配達郵便局に差し出す必要がある。その代わり、一般の郵便よりも安い料金で配達している。配達には数日の期間を差出主に承諾してもらっている。（通常郵便物を優先的に配達するための措置である。）
クリスマスカードや年賀状、欠礼はがきの処理が多い12月15日から翌年1月14日の間は、取り扱いができない。

## 利用例

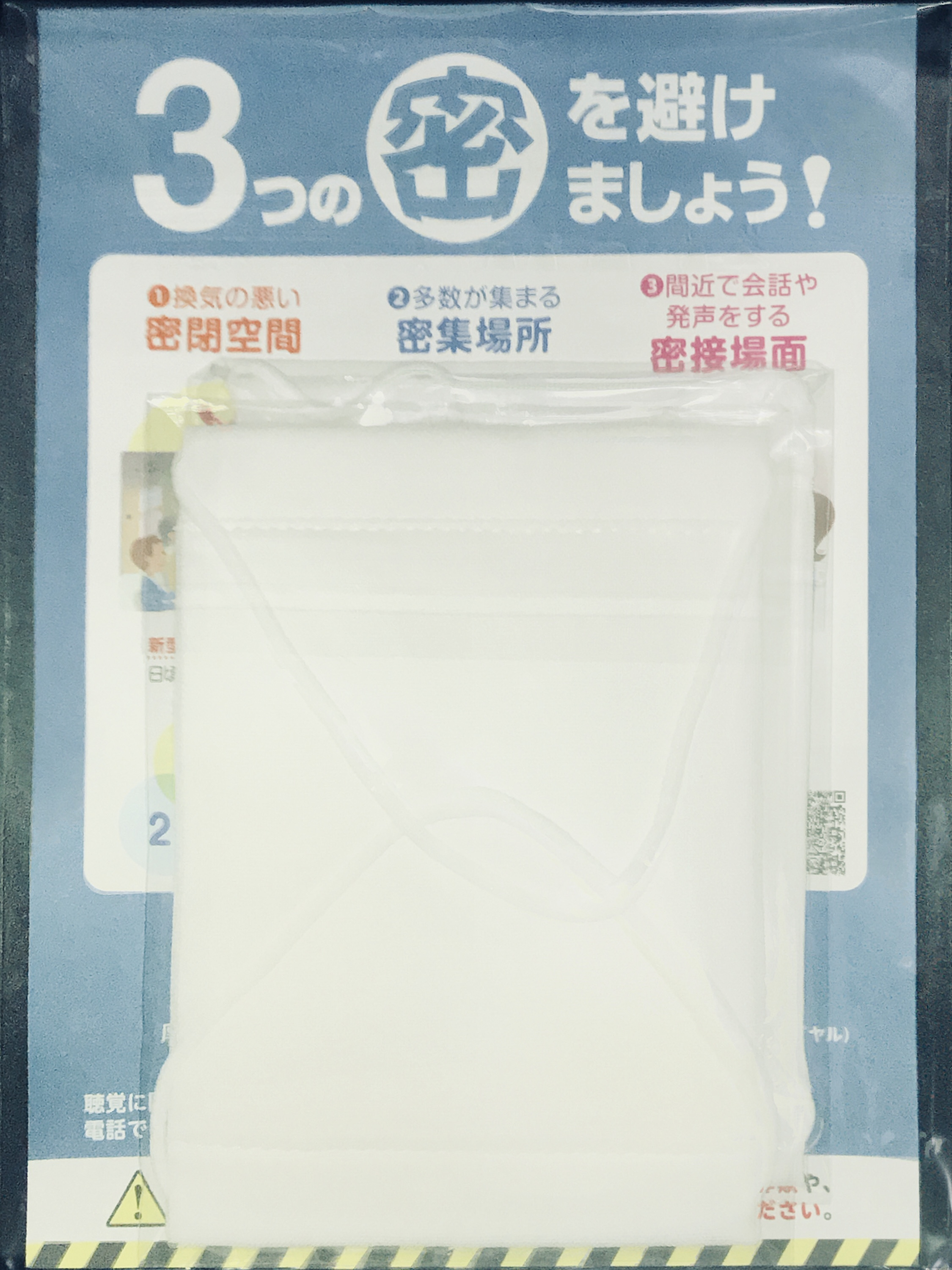
2020年に日本政府からタウンプラスにより各世帯に配布されたマスク

ポスティングサービス同様、主に、広告・宣伝、都市計画などにおける自治体から特定の地域への案内やアンケートの送付などに利用される。
大規模なものとしては、次項で述べる大規模なリコール発表から期間の経過した対象製品の一般への再告知に使われる場合がある。
過去には、松下電器産業（現パナソニック）が石油温風器の回収告知のために、新聞への折込チラシと共に、このサービスを利用して全国各家庭・各事業所に葉書を配達した。また、TDK製加湿器のリコール回収告知にも利用され、前述の旧松下製石油温風器の回収告知も継続的にタウンメールのシステムで行われた。
タウンプラスは、2020年4月以降の日本政府から布製マスク（いわゆる「アベノマスク」）2枚の全世帯への発送に使われた。

## 特定期間引受配達地域指定郵便
2009年から指定した配達地域すべてに「かもめ〜る」（夏のおたより郵便葉書）を送ることができる特定期間引受配達地域指定郵便（愛称「かもめタウン」）がスタートしたが、2021年（令和3年）6月1日から「かもめタウン」の取扱対象が「かもめ～る」から「通常葉書」に変更された。